# 1383
1383 (MCCCLXXXIII) fue un año común comenzado en jueves del calendario juliano, en vigor en aquella fecha.

## Acontecimientos
- El 30 de octubre, el papa Urbano VI es tomado prisionero por Carlos Durazzo, rey de Nápoles.
- Las cortes de Segovia acuerdan sustituir la Era Hispánica por la Era Cristiana en Castilla.
- Fundación de la cervecera Löwenbräu

## Fallecimientos
- 27 de abril - Leonor Téllez de Meneses, reina consorte de Portugal.
- Fernando I de Portugal.
- Leonor Enríquez de Castilla. Fue señora de Salinas de Añana, y era hija del maestre Fadrique Alfonso de Castilla y nieta del rey Alfonso XI de Castilla.